# モンテネグロ

モンテネグロ
Crna Gora
Црна Гора

国の標語：なし
国歌：Oj svijetla majska zoro
五月の夜明け

1. 

モンテネグロ（Montenegro、モンテネグロ語: Crna Gora、Црна Гора）は、東南ヨーロッパ、バルカン半島に位置する共和制国家。首都はポドゴリツァ（旧憲法ではツェティニェ）。南はアドリア海に臨み、北西をクロアチアのドゥブロヴニクとボスニア・ヘルツェゴビナ、北東をセルビアのサンジャク地方、南東をアルバニア、東部をコソボと接する。

## 概要
同国は、21世紀に独立を果たした国家の一つに数えられている。前身はユーゴスラビア紛争によるユーゴスラビア社会主義連邦共和国の解体によって成立したユーゴスラビア連邦共和国（1992年-2003年）およびセルビア・モンテネグロ（2003年-2006年）を構成する2つの共和国のうちのひとつ、モンテネグロ共和国であった。
モンテネグロ共和国は2006年6月3日に独立を宣言し、現在の同名国家となる形で消滅した。

## 国名
公用語のモンテネグロ語の正式名称は Crna Gora、Црна Гора（ツルナ・ゴラ）。Montenegro（モンテネグロ）とはヴェネト語による名称で、いずれも「黒い山」を意味し、これはツェティニェにあるロヴチェン山に由来している。また、近隣のアルバニア語では「Mali i Zi」、ルーマニア語では「Muntenegru」、ギリシャ語では「Μαυροβούνιο」など、意訳の名前で呼ばれる。
かつて黒山国とも当てられ、中国語では黒山と訳する。なお、台湾の中国語ではMontenegroを「蒙特內哥羅」と音訳されることが一般的（外国地名および国名の漢字表記一覧参照）。
日本語での表記は「モンテネグロ」。2007年10月の新憲法制定に伴い、それまでの「モンテネグロ共和国」（Република Црна Гора、Republika Crna Gora）から「共和国」が外された。

## 歴史
言語的、文化的にはモンテネグロ人とセルビア人の違いはほとんどない。宗教も同じ正教会だが、セルビアで主流のセルビア正教会の他に、マケドニア正教会とセルビア正教会に併合されたモンテネグロ正教会も復活して存在する。
ドユラード・ツルノイェヴィッチ公（Đurađ Crnojević）が大主教に賛同して退位し、1516年にツェティニェの主教公（vladika）による神権政治が確立した（ツルナ・ゴーラ府主教領（1696-1852））。主教公の職は1697年からペトロヴィチ＝ニェゴシュ家が保持した。主教公は、その神権政治という性格から叔父から甥へと継承され、オスマン帝国のスルタンに朝貢を続けながら国家を存続させた。主教公は1852年に世俗的な公へと転化し、モンテネグロ公国が成立した。これを契機として宗主国オスマンとの武力衝突に発展し、ロシア帝国の支援を仰ぐことになっていた。

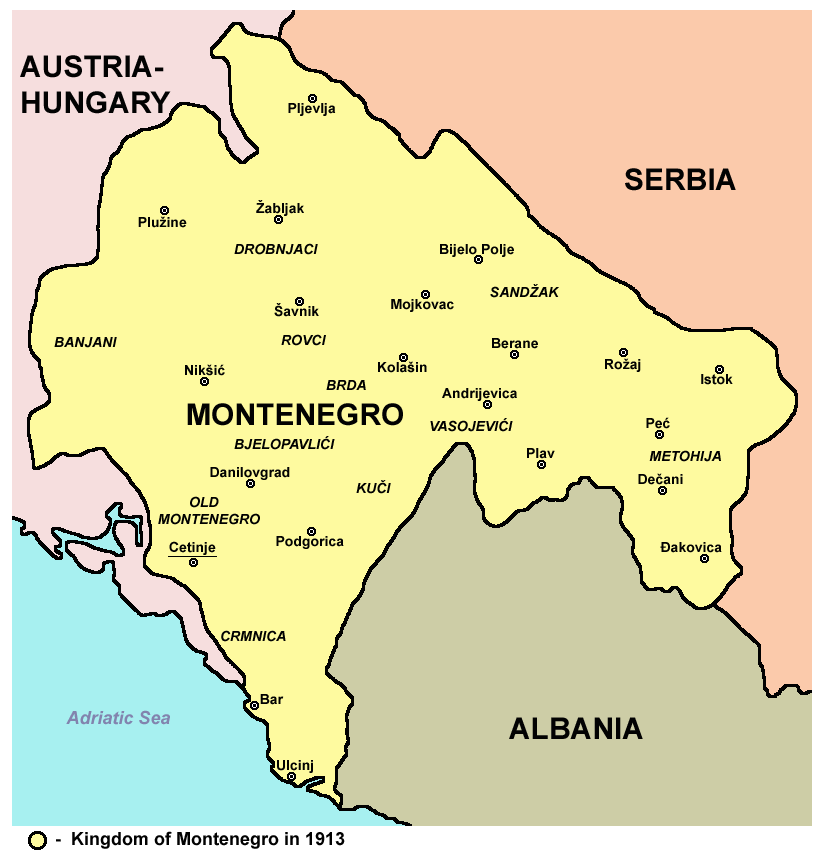
モンテネグロ王国 (1913年)

1878年、露土戦争の講和条約であるサン・ステファノ条約、ベルリン条約でオスマン帝国からの完全な独立を承認された。1905年に憲法が制定されて、モンテネグロ公はモンテネグロ王と規定しなおされ、国号はモンテネグロ王国になった。公国および王国の初代君主はニコラ1世で、1918年までその地位にあった。北をオーストリア・ハンガリー帝国、南をオスマン帝国に挟まれる地政学的条件を背景として、モンテネグロはロシアとの協調を対外関係の機軸とした。日露戦争では1905年日本に宣戦布告し、ロシア軍とともに戦うため義勇兵を満州に派遣していた。しかし実際には戦闘に参加しなかったことから、その宣戦布告は無視され、講和会議には招かれなかった。そのため国際法上は、1918年のセルビアによる併合後も、モンテネグロ公国と日本は戦争を継続しているという奇妙な状態になった。
第一次世界大戦では、セルビアに対していくらかの援助を行った。このためモンテネグロはオーストリア・ハンガリー帝国に占領されることになり、ニコラ1世はフランスへと亡命した。その後モンテネグロはセルビア軍によって占領され、1918年に成立したスロベニア人・クロアチア人・セルビア人国（のちユーゴスラビア王国）に取り込まれた。1919年に併合反対派が武装蜂起（クリスマス蜂起）を起こしたが、セルビア軍により鎮圧された。以後はユーゴスラビアの中の一地域となった。ニコラ1世とその子孫はモンテネグロ王位を請求し続けたが、実らなかった。

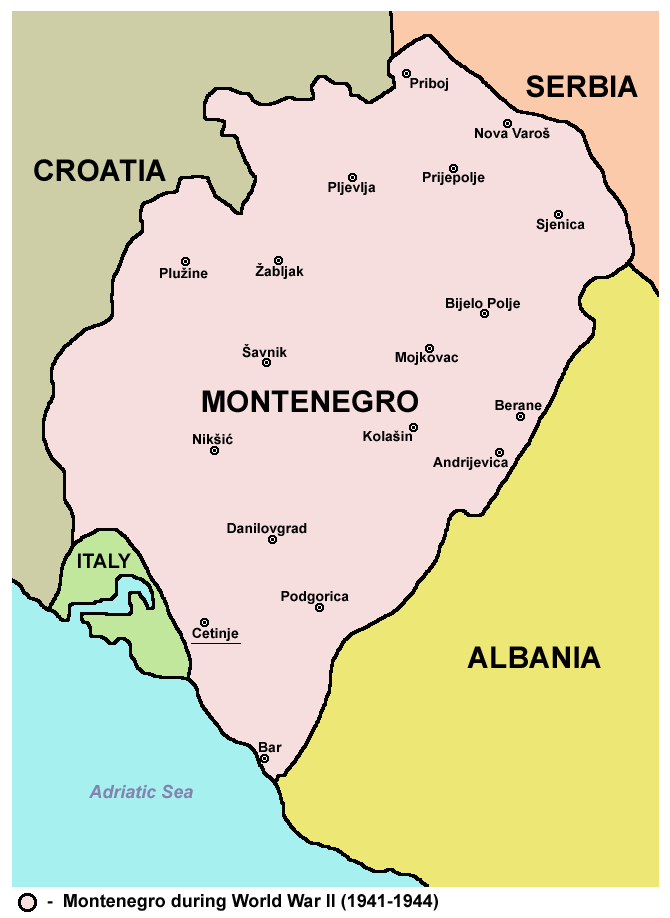
モンテネグロ王国 (1941年-1945年)

第二次世界大戦でユーゴスラビアはイタリアとドイツによる侵攻を受け、分割された（ユーゴスラビア侵攻）。モンテネグロはイタリアの占領下に置かれ、傀儡国家モンテネグロ独立国の統治下に置かれた。しかしパルチザンの抵抗の結果、1944年に枢軸軍は撤退し、モンテネグロは再びユーゴスラビアに復帰した。建設されたユーゴスラビア社会主義連邦共和国においては連邦を構成する6つの共和国の一つモンテネグロ人民共和国、1963年からはモンテネグロ社会主義共和国として存続した。

ユーゴスラビア社会主義連邦共和国内のモンテネグロ（濃緑）

1991年から始まったユーゴスラビア紛争においてもモンテネグロ共和国はセルビアと歩調を合わせており、最後までユーゴスラビア連邦共和国から離脱しなかった。1997年の選挙でミロ・ジュカノヴィッチが大統領に就任したころから、分離独立の示唆が行われて来ていた。1999年のコソボ紛争でもセルビアの行動を非難し、アルバニア難民の受け入れに努めた。コソボ紛争後、通貨や関税に関してセルビアから独立し、徐々に独立の動きが強まっていった。
これに対して欧州連合はモンテネグロの独立がヨーロッパ地域の安定に必ずしも好影響を及ぼさないという立場から、モンテネグロとセルビアの仲介に動き出した。こうした欧州連合の努力により、2003年2月には3年後の2006年以降に分離独立の賛否を決める国民投票を実施できるという条件付きで国家連合セルビア・モンテネグロが成立した。新国家はセルビア・モンテネグロ内で圧倒的にマイノリティーであるモンテネグロに対してセルビアとの間に最大限の平等を保障していたが、それでもモンテネグロは共同国家の運営に対して非協力的であり、モンテネグロ独自の外交機関、軍事指揮系統を有していた。このため連邦国家としてのセルビア・モンテネグロはほぼ有名無実の状態になっていた。
2006年5月21日に、セルビアからの分離独立の可否を問う国民投票が実施された。欧州連合は、セルビア・モンテネグロでなければ欧州連合への加盟を認めないという立場を取っていたが、投票の直前には「50%以上の投票率と55%以上の賛成」というハードルに切り替えた。一方で独立支持派は「モンテネグロの独立こそが欧州連合加盟への早道」であるとするキャンペーンを展開した。投票の結果、投票率86.5%、賛成55.5%で欧州連合の示した条件をクリアした。
2006年6月3日夜（日本時間4日未明）に独立賛成派が国民投票の結果に基づき独立を宣言した。6月5日にはセルビアもセルビア・モンテネグロの継承を宣言して、モンテネグロの独立を追認した。6月12日には欧州連合がモンテネグロに対する国家承認を行った。これにより国際的にモンテネグロの独立が認められた。両国の独立により6つの共和国から構成されていたユーゴスラビア連邦の枠組みは完全に解体された。6月16日に日本が国家承認、6月28日に国際連合へ加盟した。
日本との関係では、独立に際して、日露戦争における戦争状態が解消していない事が問題となる可能性が指摘された。これについて日本政府は、2006年に提出された衆議院議員鈴木宗男の質問主意書に対する答弁書において「千九百四年にモンテネグロ国が我が国に対して宣戦を布告したことを示す根拠があるとは承知していない。」と回答している。2006年6月3日のモンテネグロ独立宣言に際し、日本政府は、6月16日に独立を承認し、山中燁子外務大臣政務官を総理特使として派遣した。UPI通信は、6月16日、ベオグラードのB92ラジオのニュースを引用し、特使は独立承認と100年以上前に勃発した日露戦争の休戦の通達を行う予定と報道したが、日本国外務省からは、特使派遣報告をはじめとして日露戦争や休戦に関連する情報は出されていない。(参考:外交上の終結まで長期にわたった戦争の一覧)
2007年10月に新憲法を制定し、国名をモンテネグロ共和国からモンテネグロに変更した。2008年には独立後初の大統領選挙でブヤノビッチ大統領が再選され、2010年には独立以前から首相を務めてきたミロ・ジュカノビッチが退陣、イゴル・ルクシッチが首相となった。2012年には欧州連合への加盟交渉が開始され、また首相にジュカノビッチが返り咲いている。
2023年に首相に就任したミロイコ・スパイッチは、国費留学生として日本の埼玉大学に在籍、卒業した経歴を持つ。

## 政治

初代大統領フィリップ・ヴヤノヴィッチ

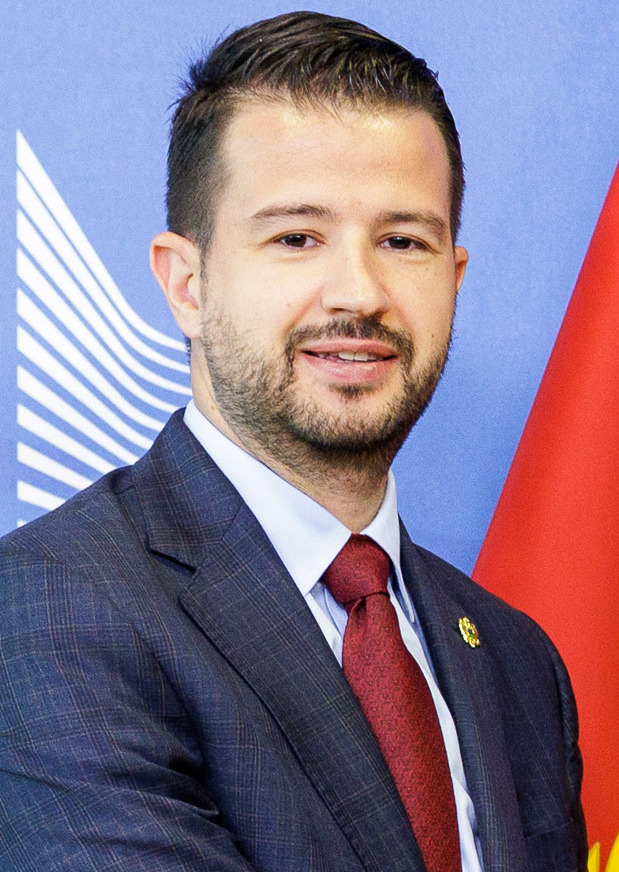
ミラトヴィッチ現大統領

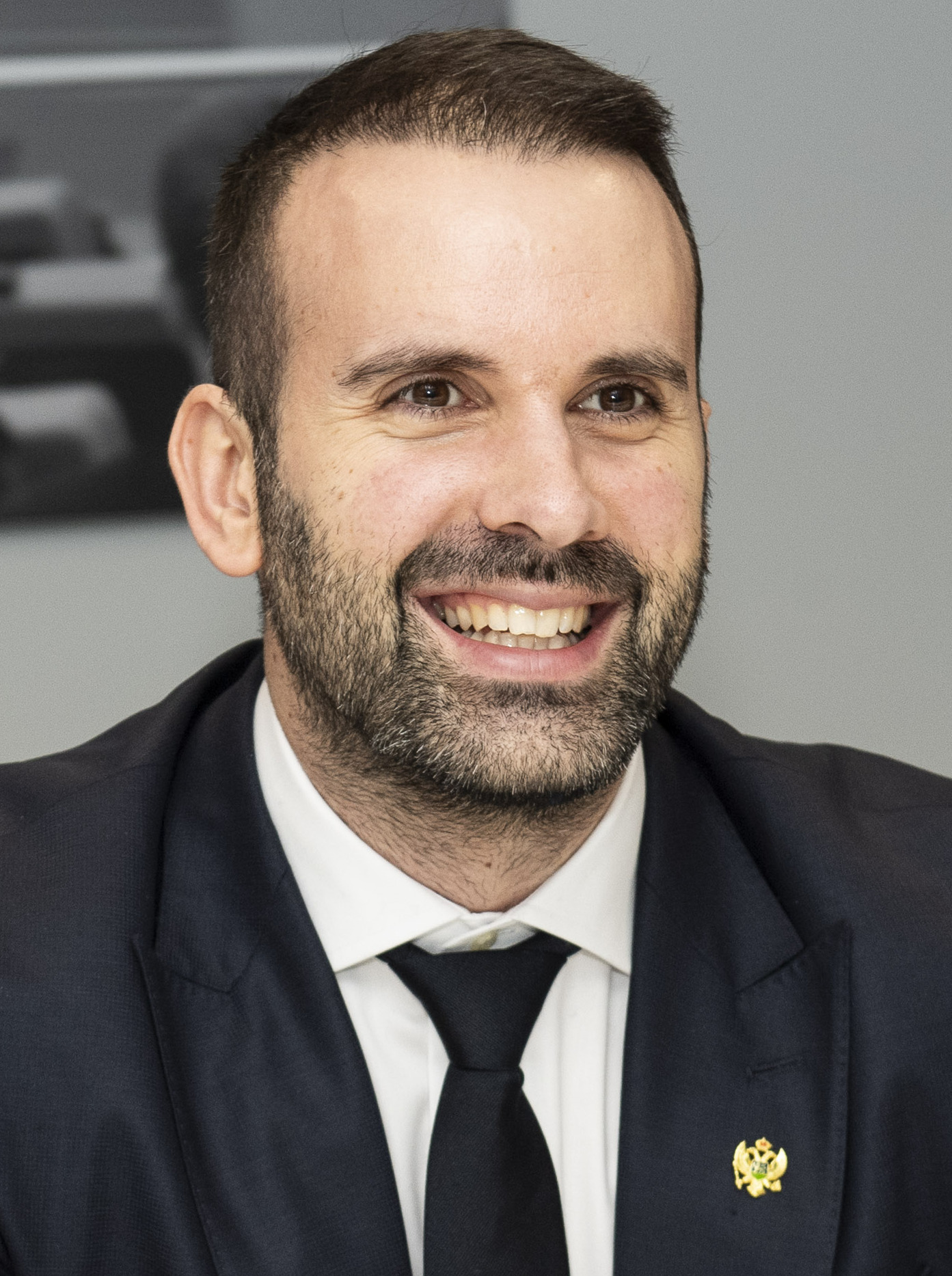
スパイッチ首相

モンテネグロは共和制、議院内閣制を採用する立憲国家である。ユーゴスラビア時代の1992年10月12日に公布された憲法では、モンテネグロを「民主的な主権国家」と規定している。だが2006年6月3日の独立宣言を受け、2007年10月に新憲法を制定。
またその一方で、旧モンテネグロ王家には特別の地位が与えられており、王家の家長には王家礼遇法により大統領と同額の手当が支給され、政府の儀礼上の公式代表としての役割を果たすなど、共和制と君主制の折衷ともいえるやや特異な国家体制を採っている。

### 大統領
国家元首である大統領は国民による直接選挙で選出され、任期は5年、3選は禁止されている。議院内閣制をとるモンテネグロでは、大統領には以下の様な象徴的・儀礼的な役割しか与えられておらず、政治的実権は持っていない。
- 国家の代表権。
- 法律の公布。
- 議会選挙の公示。
- 首相候補、憲法裁判所長官および同裁判所裁判官の推薦。
- 国民投票実施の計画。
- 恩赦の承認。
- 勲章・栄典の授与。

### 内閣
行政府は首相を頂点とする内閣である。首相の任命手続きは、大統領の推薦を受け、議会が承認することとなっている。だが、実際には総選挙後の第一党勢力の指導者が、首相に就任するのが慣例となっている。閣僚は首相が指名するが、議会の承認が必要。議院内閣制をとるモンテネグロでは、内閣は大統領ではなく議会に責任を負い、国家における最高行政機関となっている。
2022年12月上旬、議会は大統領の持つ首相推薦権を事実上、議会に移譲する法改正を可決。同12月29日に議会で行われた首相指名選挙で81議席中41票を獲得したミオドラグ・レキッチ元外相が新首相に指名されたが、ミロ・ジュカノヴィチ大統領はこの法改正自体が違憲であるとして、結果を承認することを拒否した。

### 議会
立法府であるモンテネグロ議会は一院制。定数は81議席。議員は国民の直接選挙で選出され、任期は4年である。議会には以下のような権限が与えられている。
- 法案を審議し、可決・否決の判断を下す。
- 大統領の推薦に基づき、首相を選出。
- 首相に指名に基づき、閣僚を承認。
- 条約の批准。
- 全ての裁判官の任命。
- 国家予算の決定。
- 内閣不信任決議。

モンテネグロは複数政党制が機能している。主要政党には2022年に創設された親欧州主義政党のヨーロッパ・ナウ、左派のモンテネグロ社会主義者民主党 (DPS) やモンテネグロ社会民主党 (SDP)、右派の新たなセルビア民主党（NSD）、モンテネグロ民主党（DCG）などがある。
2023年6月11日に行われた選挙の結果、ヨーロッパ・ナウが第一党となり、政権は「モンテネグロの未来のために」連合と「アレクサとドリタンよ、勇敢に戦え！」連合との連合政権で政権運営をしている。
| ヨーロッパ・ナウ                           | 24議席 |
| 「共に」連合                               | 21議席 |
| 「モンテネグロの未来のために」連合         | 13議席 |
| 「アレクサとドリタンよ、勇敢に戦え！」連合 | 11議席 |
| ボシュニャク党                             | 6議席  |
| モンテネグロ社会人民党と民主同盟           | 2議席  |
| 「アルバニアフォーラム」連合               | 2議席  |
| 「アルバニア同盟」連合                     | 1議席  |
| クロアチア市民イニシアチブ                 | 1議席  |

### 政府
2022年に創設された親欧州主義政党のヨーロッパ・ナウを第一党とする「モンテネグロの未来のために」連合（右派政党連合）と「アレクサとドリタンよ、勇敢に戦え！」連合（保守自由主義政党と緑の党系政党）との連立政権によって運営している。

### 裁判所
司法府は行政府、立法府から独立しており、三権分立が保障されている。憲法問題を扱う憲法裁判所が最高司法機関だが、通常裁判所の最高位は最高裁判所である。全ての裁判官は、議会によって任命される。

## 国際関係
前述のようにNATOに加盟し、欧州連合（EU）参加も目指している。
NATO加盟が争点だった2016年10月議会選挙の先日、モンテネグロ政府はクーデター未遂容疑を摘発し、後にセルビア治安部隊元幹部や、ロシア連邦情報機関と関係すると見られる人物ら約20人を訴追した。ロシアはこの事件に関与したとの疑惑を否定している。
中華人民共和国は一帯一路政策の対象国の一つと位置付け、インフラストラクチャー整備への融資や労働者派遣を行っている。首都ポドゴリツァを経由して、アドリア海沿岸の港湾と内陸国である隣国セルビアを結ぶモンテネグロ初の高速道路（165キロメートル）建設が代表例である。この計画は、採算が見込めないとして欧州の銀行が融資を拒否した。モンテネグロの国家債務は国内総生産（GDP）の約7割に達し、中国からの融資は返済不能となった場合に中国がモンテネグロの土地・財産を取得できる契約となっているため、モンテネグロ国内でも警戒する意見がある。

## 軍事
ロシアの反発があったが、2017年6月5日に北大西洋条約機構（NATO）へ加盟した。
陸・海・空の三種から成っており、全体の人数は年々減少している。
| 日付 | 値     | 変更, % |
| ---- | ------ | ------- |
| 2018 | 12,350 | 2.92%   |
| 2017 | 12,000 | -0.41%  |
| 2016 | 12,050 | 0.00%   |
| 2015 | 12,050 | -1.07%  |
| 2014 | 12,180 | 0.00%   |
| 2013 | 12,180 | 0.00%   |
| 2012 | 12,180 | 0.00%   |
| 2011 | 12,180 | -6.91%  |
| 2010 | 13,084 | -1.08%  |
| 2009 | 13,227 | -11.82% |
| 2008 | 15,000 | 0.00%   |
| 2007 | 15,000 |         |

## 地理
モンテネグロの面積は、日本の福島県とほぼ同程度である。
モンテネグロの地形は、バルカン半島西部のカルスト地形の一部となっているセルビア、コソボ、およびその国境に沿った高い山脈から、幅わずか1.5〜6km（1〜4マイル）の狭い沿岸平野にまで及んでいる。 平野は北部で止まっており、ロヴチェン山とオリェン山がコトル湾の湾口に接している。 
同国のカルストは、海抜1,000m（3,280ft）の高さにあり、沿岸で最も大きい山として知られるオルゼン山（1,894m）は 2,000mに上る。一方でゼタ川に位置する谷は標高が500mと最も低い。 
モンテネグロの山々には「ヨーロッパで最も険しい」と評されるものがいくつか含まれており、その標高は2,000mを超える。その中の山頂の1つはドゥルミトル山のボボトヴ・ククで2,522mに達する。また、同国の山脈は西側の湿度が高いため、バルカン半島においては氷河期の末期から最も氷に覆われている地域となっている。 

## 地方行政区分

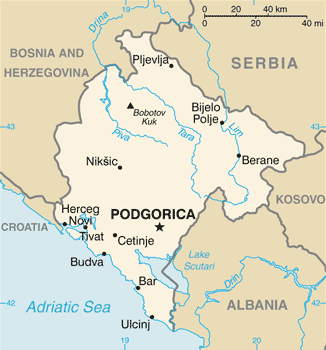
モンテネグロの地図

モンテネグロは25の基礎自治体（オプシュティナ / コムーナ）によって構成されている。

### 主な都市

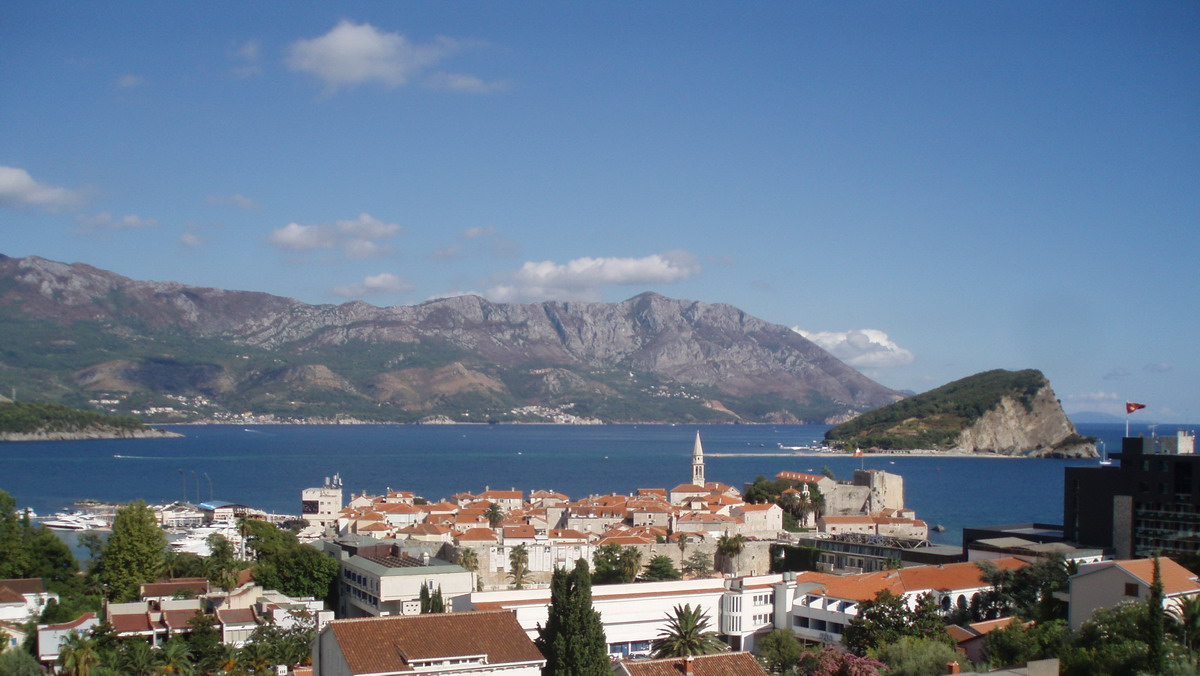
ブドヴァ

- コトル（カッターロ）
- ツェティニェ
- ニクシッチ
- バル
- ブドヴァ
- プリェヴリャ
- ヘルツェグ・ノヴィ
- ポドゴリツァ

## 経済

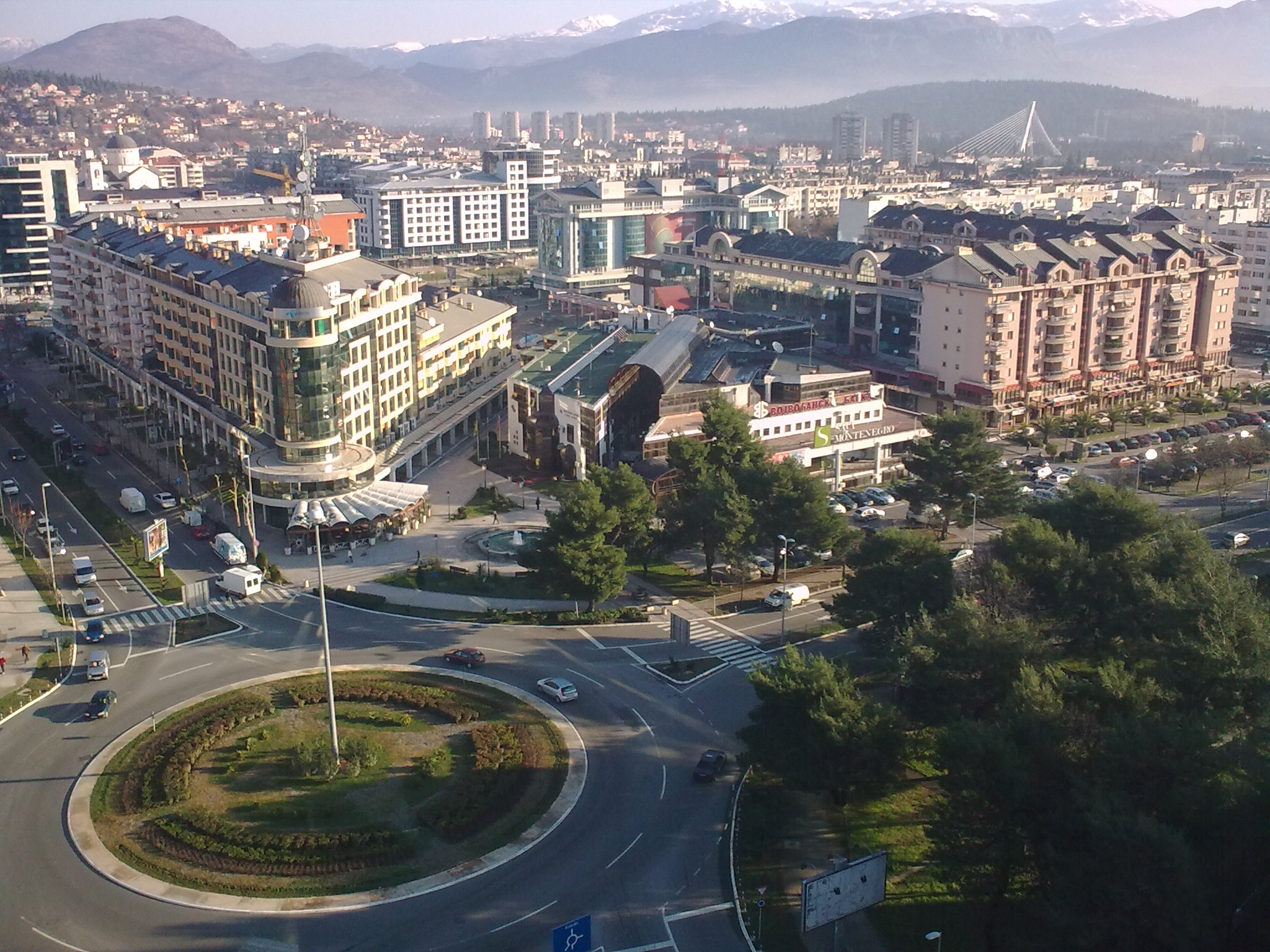
最大の都市ポドゴリツァ

IMFの統計によると、2013年のGDPは33億ドルである。一人当たりのGDPは7,112ドルで、世界平均のおよそ70%弱の水準に位置する。
通貨は2006年の国家としての独立以前からセルビアから独立していた。1999年11月3日からそれまでのセルビア・ディナールに変わって、ドイツマルクの流通が合法化された。その後2002年にドイツマルクの流通が完全に停止されてからは、独立後の現在に至るまでユーロが流通している。
セルビアとの境界には独立以前から税関が設けられていた。世界貿易機関 (WTO) にも、以前からセルビアとモンテネグロで個別に加盟交渉を行っていた。
主要産業は農業，製造業，観光業である。
農業ではタバコや穀物、製造業では鉄鋼やアルミ加工が主流。
また、観光業では近隣国から来た客に対する日帰りの観光案内が近年、増えつつある。

## 交通
2010年代から、港湾都市バールとセルビア国境を結ぶ高速道路の建設が進められている（国際関係の項も参照）。全長約170kmの計画であるが、第一期工事の約40kmを建設した段階で工事費が9億4400万ドルと採算が取れないレベルに達したため、残りの区間については完成の目途がたたない状態となっている。

## 国民

### 民族
2011年の国勢調査によると、民族構成はモンテネグロ人が45%、セルビア人が29%、ボシュニャク人が9%、アルバニア人が5%、他が12%だった。
なおここでの「エジプト人」とは自らのルーツがかつてのエジプトにあると言う概念から、エジプト人であると主張するユーゴスラビア固有の民族集団のひとつでアッシュカリーと呼ばれるジプシーの一種だと考えられている。現在のエジプトにはエジプト人と言う民族集団はなく、エジプトを構成する最多の民族集団はアラブ人である。

### 言語
モンテネグロの公用語はモンテネグロ語である。63.5%が自らの母語をセルビア語であると宣言しているが、約22%がセルビア語と方言程度の違いのあるモンテネグロ語を母語としていると答えている。

### 婚姻
婚姻時、改姓しない（夫婦別姓）、一方の配偶者の姓に統一する（夫婦同姓）、複合姓で統一する、一方の配偶者のみが他方の配偶者の姓との複合姓とする、から選択できる。

### 宗教
宗教は、74%が正教会、イスラム教が17.74%となっている。

### 教育
教育制度は8-4制で、義務教育は8年間の小学校（日本の小中学校に該当）である。希望者は4年制の高等学校、高等職業学校に進学する。義務教育中、選択科目で外国語の授業があり、英語、ドイツ語、ロシア語、フランス語から2つ選択する。ただし、地域によって事情が異なる。

## 治安
モンテネグロは違法薬物密輸の経由地となっているほか、国内でも薬物犯罪が蔓延している現状がある。また、同国には日本国大使館が未設置となっていることから、日本人が事件や事故に巻き込まれても迅速な援護活動は難しく困難となっている為、身の危険が迫るトラブルに対応出来ず深刻な事態に陥る可能性が高い。事例としては首都ポドゴリツァにおいて恐喝被害、コトル市において窃盗被害、ツェティニエ市において器物損壊被害などが見られる。これにより、同国に滞在の際は最悪の事態に備えて防備を固められる姿勢に徹することが第一に求められる。

## マスコミ
テレビや雑誌、新聞は国営企業と民間企業の両方によって運営されている。広告などは、その他の販売関連業の収入に依存しているのが現状である。
モンテネグロの憲法では言論の自由が保証されている。同国のメディアシステムは移行経済国家としては変革途上に立っている。

## 文化

### 世界遺産
コトルの自然と文化歴史地域がかつて「危機にさらされている世界遺産」として扱われていた時期があった。

### 祝祭日
| 日付     | 日本語表記         | 現地語表記 | 備考                                                         |
| -------- | ------------------ | ---------- | ------------------------------------------------------------ |
| 1月1日   | 元日               |            |                                                              |
| 1月7日   | 正教会のクリスマス |            |                                                              |
| 移動祝日 | 聖金曜日           |            | 復活大祭2日前の金曜日                                        |
| 移動祝日 | 復活大祭の前日     |            | 復活大祭前日の土曜日                                         |
| 移動祝日 | 復活大祭           |            |                                                              |
| 移動祝日 | 復活大祭後の月曜日 |            | 復活大祭翌日の月曜日                                         |
| 5月1日   | メーデー           |            |                                                              |
| 5月9日   | 戦勝記念日         |            | ヨーロッパ戦勝記念日 モスクワ夏時間基準のため9日になっている |
| 5月21日  | 独立記念日         |            |                                                              |
| 7月13日  | 国家の日           |            |                                                              |

### スポーツ
サッカー
モンテネグロでは他の旧ユーゴスラビア諸国と同様に、サッカーが圧倒的に1番人気のスポーツである。セルビア・モンテネグロから分離した2006年に、サッカーリーグのプルヴァ・ツルノゴルスカ・フドバルスカ・リーガが創設された。モンテネグロサッカー協会（FSCG）によって構成されるサッカーモンテネグロ代表は、これまでFIFAワールドカップやUEFA欧州選手権には未出場である。UEFAネーションズリーグでは、2022-23シーズンはリーグBに属している。著名な選手としては、ミルコ・ヴチニッチ、ステヴァン・ヨヴェティッチ、ステファン・サヴィッチなどが存在する。